# ولاية بشار
ولاية بشار (بالأمازيغية :ⵜⴰⵎⵏⴰⴹⵜ ⵏ ⴱⵛⵛⴰⵕ) ولاية جزائرية تقع في الجنوب الغربي.
هي إحدى الولايات الموجودة في النّاحية الجنوبية الغربية من دولة الجزائر، وتَصل مساحتها الإجمالية إلى 49693 كيلومترٍ مربع بعد التقسيم الإداري الجديد 2019، ويَعيش عليها أكثرُ من 185 ألف نسمة، وتوجد فيها مساحةٌ كبيرةٌ في الرّكن الغربي غير صالحة للسكن؛ وذلك لِكثرة تشكُّل الكثبان الرملية فيها، ولهذا السبب يَتركز مُعظم السكان في واد بشار و قير.

## التقسيم الإداري
تضم الولاية 06 دوائر و11 بلدية. الجدول التالي يعرض لمعطيات عن الدوائر مساحتها وعدد سكانها والبلديات التي تضم.
| خريطة | رمز            | دائرة      | المساحة كم² | السكان                                   | البلديات |
| ----- | -------------- | ---------- | ----------- | ---------------------------------------- | -------- |
|       | 01             | دائرة بشار | 5٬050       | 171٬724                                  | بشار     |
| 02    | دائرة بني ونيف | 16٬600     | 11٬209      | بني ونيف                                 |          |
| 03    | دائرة لحمر     | 3٬220      | 3٬614       | بوكايس · لحمر · موغل                     |          |
| 04    | دائرة القنادسة | 5٬040      | 14٬630      | القنادسة · مريجة                         |          |
| 05    | دائرة تاغيث    | 8٬040      | 6٬505       | تاغيث                                    |          |
| 06    | دائرة العبادلة | 12٬100     | 22٬006      | العبادلة · عرق فراج · مشروع هواري بومدين |          |

## السكان
| ذكور   | فئة عمرية     | إناث   |
| ------ | ------------- | ------ |
| 424    | 85 سنة وأكثر  | 570    |
| 663    | 80 إلى 84 سنة | 633    |
| 1٬172  | 75 إلى 79 سنة | 1٬243  |
| 1٬622  | 70 إلى 74 سنة | 1٬637  |
| 2٬261  | 65 إلى 69 سنة | 2٬014  |
| 2٬616  | 60 إلى 64 سنة | 2٬524  |
| 3٬721  | 55 إلى 59 سنة | 3٬750  |
| 5٬383  | 50 إلى 54سنة  | 5٬276  |
| 6٬540  | 45 إلى 49 سنة | 6٬211  |
| 7٬654  | 40 إلى 44 سنة | 7٬771  |
| 9٬230  | 35 إلى 39 سنة | 9٬181  |
| 11٬265 | 30 إلى 34 سنة | 11٬059 |
| 13٬866 | 25 إلى 29 سنة | 14٬388 |
| 14٬862 | 20 إلى 24 سنة | 15٬455 |
| 14٬173 | 15 إلى 19 سنة | 13٬821 |
| 12٬967 | 10 إلى 14 سنة | 12٬720 |
| 12٬222 | 5 إلى 9 سنوات | 11٬643 |
| 14٬791 | 0 إلى 4 سنوات | 14٬731 |
| 2      | غير معروف     | 0      |

## الزوايا
- «زاوية سيدي محمد بن أبي زيان» بالقنادسة.[3]
- «الزاوية القادرية البودشيشية» ببشار.
- «زاوية سيدي أحمد بن موسى» بكرزاز.[4]
- «زاوية سيدي سليمان بن أبي سماحة» ببني ونيف.[5]

## التعليم الجامعي
تضم هذه الولاية العديد من الجامعات ومؤسسات التعليم الجامعي، منها:
- جامعة محمد طاهري[6]

## اقتصاد ولاية بشار
تعتمد الولاية في اقتصادها على القطاع الزّراعي في المَقام الأوّل؛ حيث تزرع الكثير من أشجار النخيل، ومحاصيل الحبوب، وفي المقام الثاني يكون الاعتماد على قطاع التجارة؛ لا سيما أنّها تَمتلك العديد من الأسواق التجارية الكبيرة، والمحال التي تمارس الحرف اليدوية القديمة، وتُعد السياحة من أهم القطاعات فيها؛ إذ تحتوي على مواقع سياحية جميلة وفيها خدمات مميزة.

## السياحة

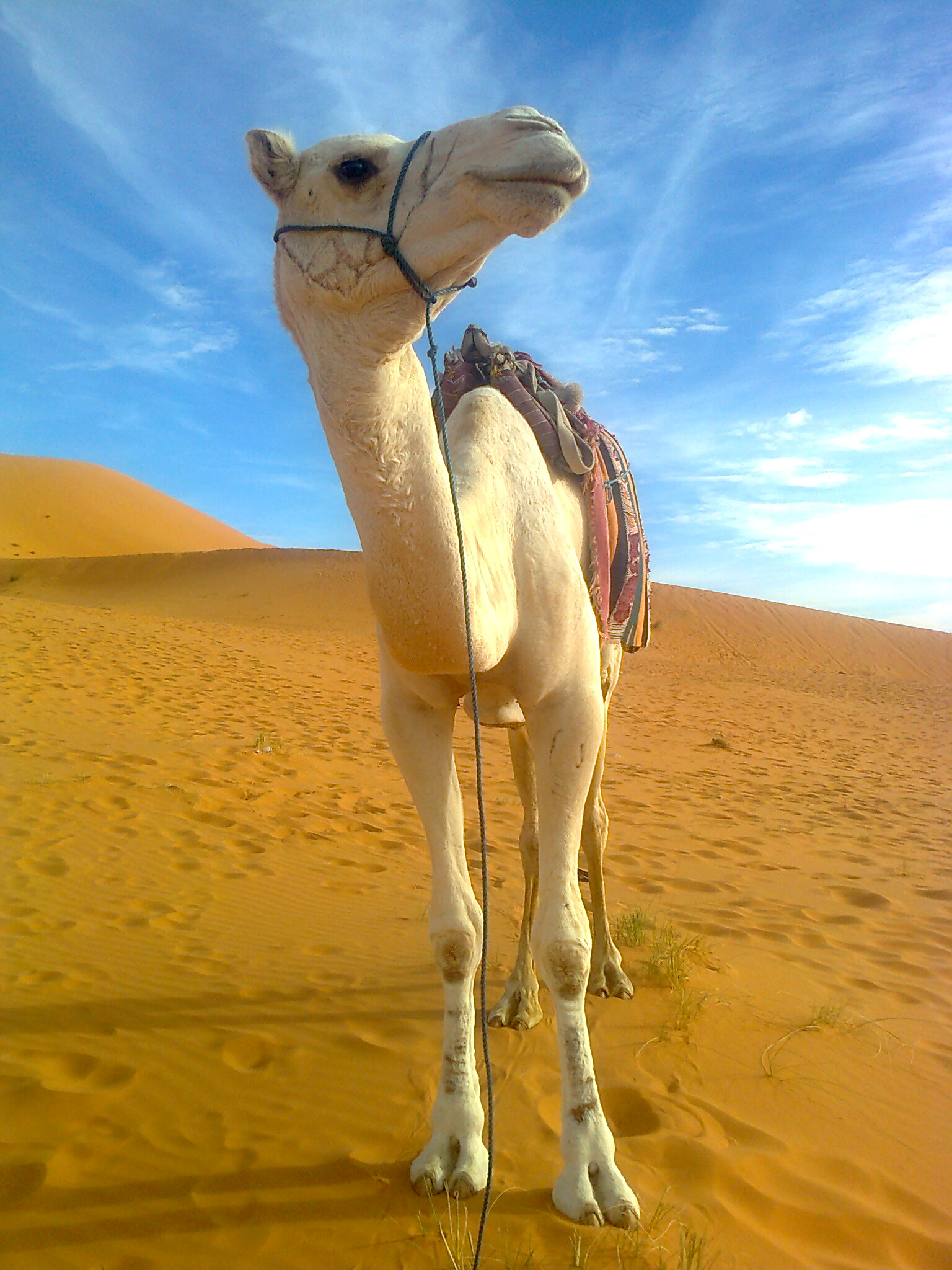
صورة لجمل من أعماق صحراء بشار.
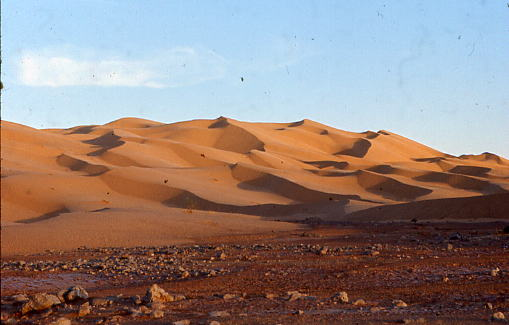
كثبان تاغيث.
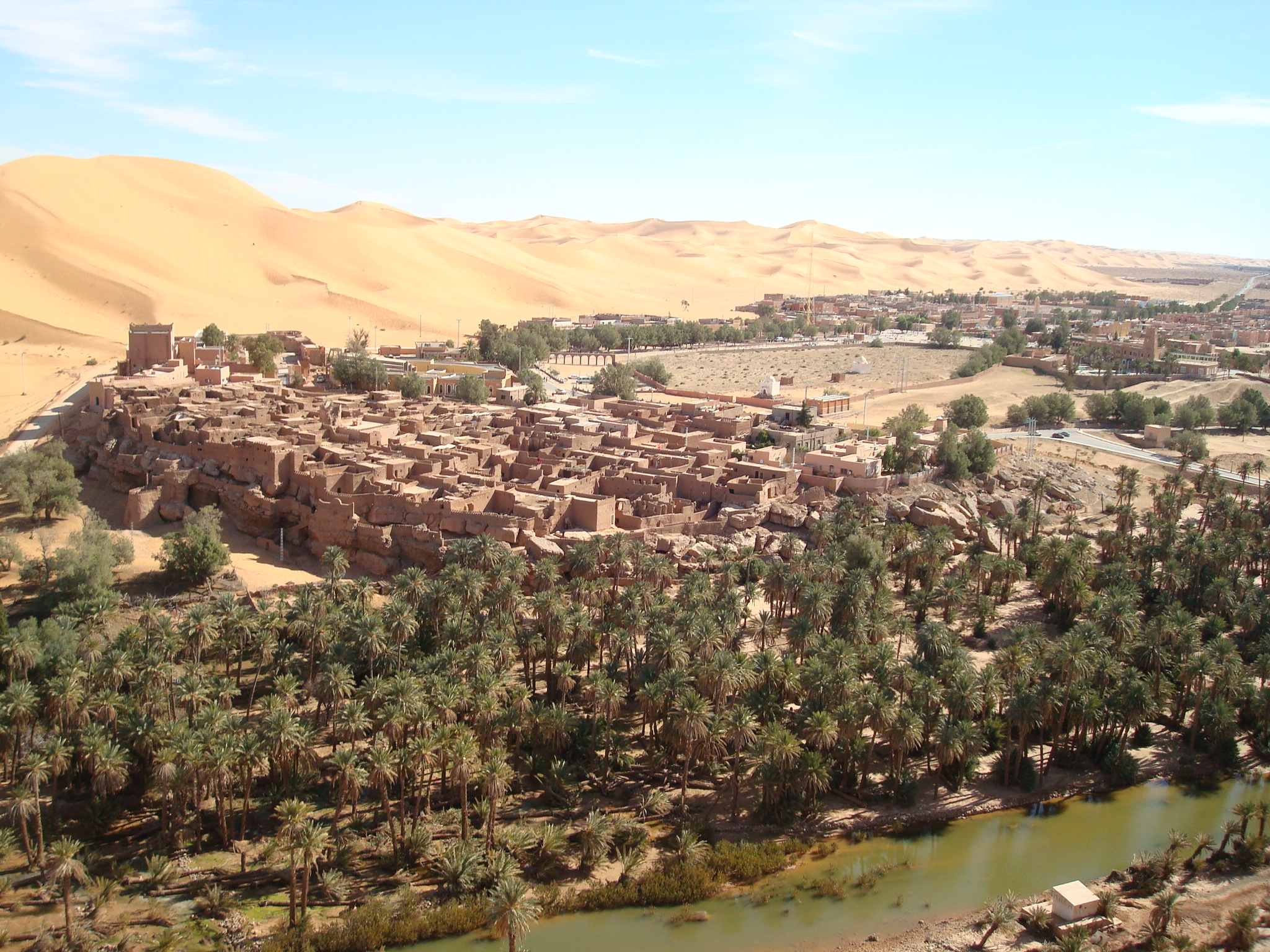
منظر على تاغيث.
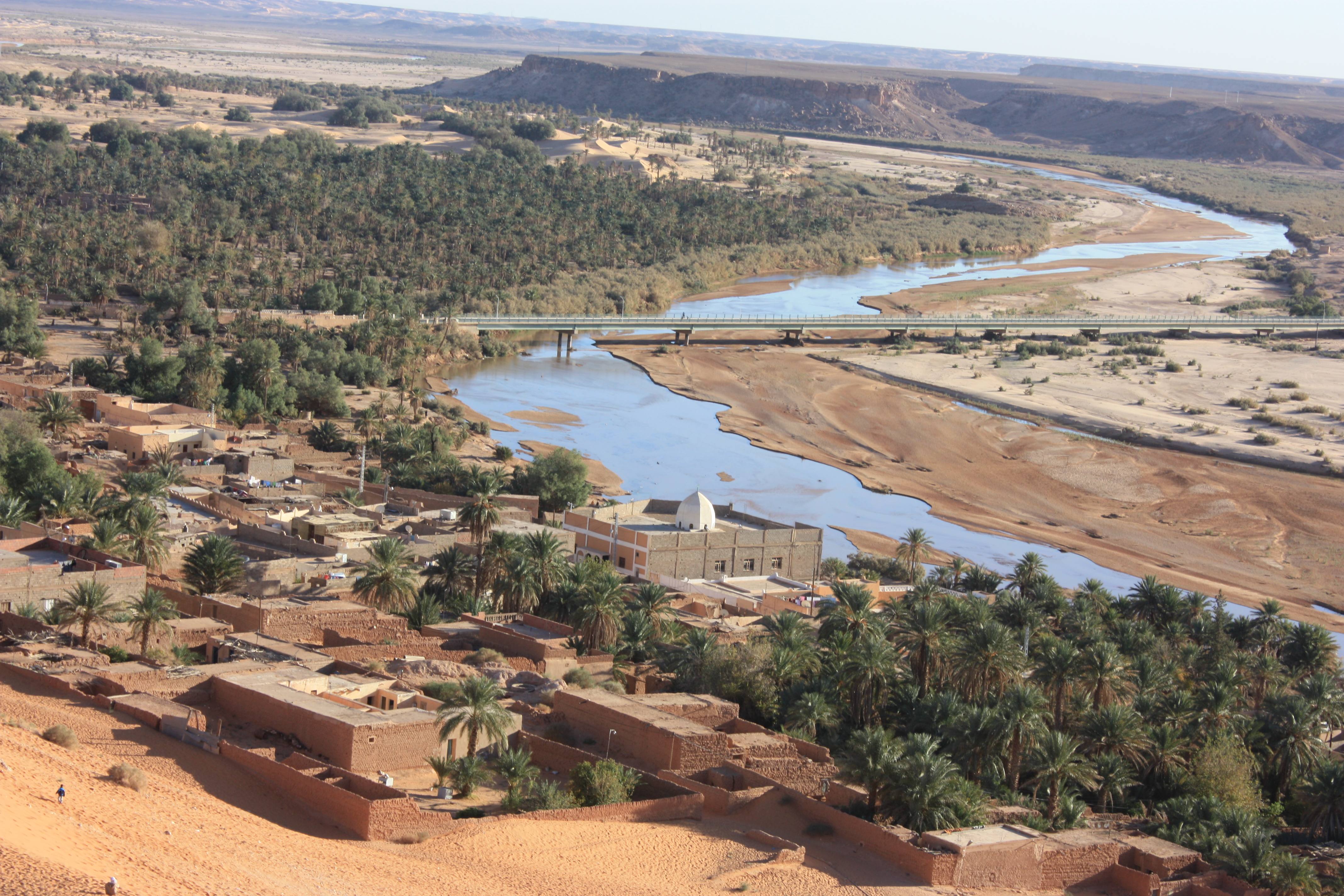
بني عباس.
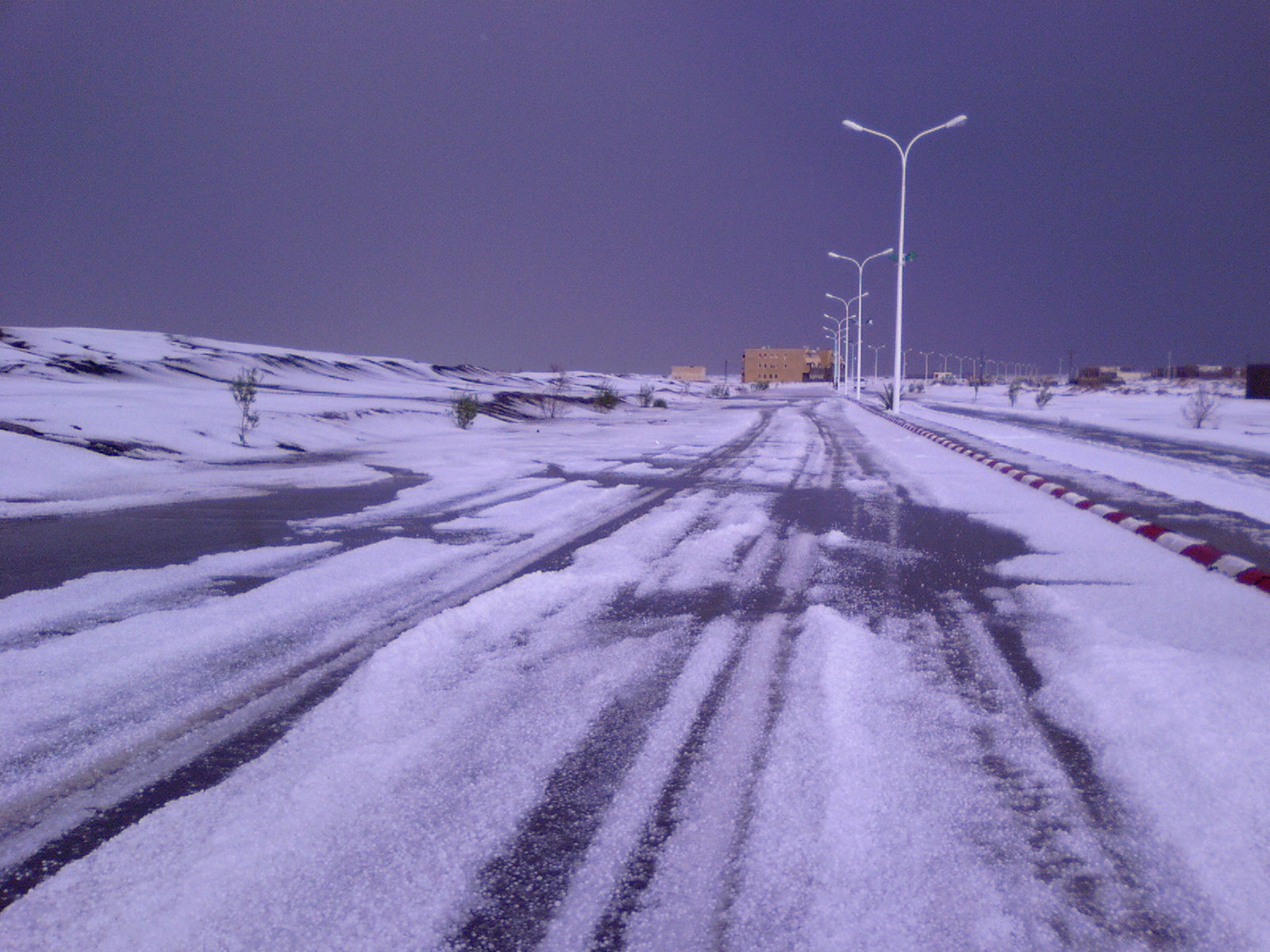
بني عباس.
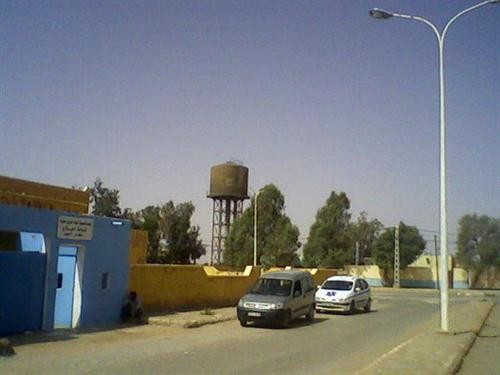
العبادلة.

تتوفر منطقة تاغيت التي تشتهر ببساتين نخيلها القديمة التي تضم أزيد من 100 ألف نخلة وكثبانها الرملية الذهبية ذات علو 200 متر، بالإضافة إلى مواقعها السياحية الطبيعية والأثرية على غرار رسوماتها الصخرية وبحيراتها الجديدة التي تشكلت بعد امتلاء السد الجديد «العوينة» بطاقة حجز لفيضان مياه وادي «زوسفانة» بأزيد من 3 ملايين متر مكعب على كل المعايير لتكون واحدة من أجمل وأفضل الوجهات السياحية بالصحراء الجزائرية حسب مهنيين محليين ناشطين في السياحة.

### أهم المناطق السياحية

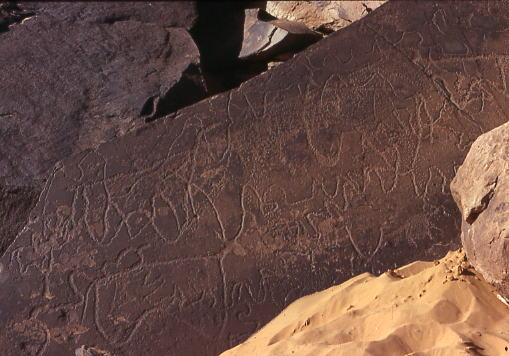
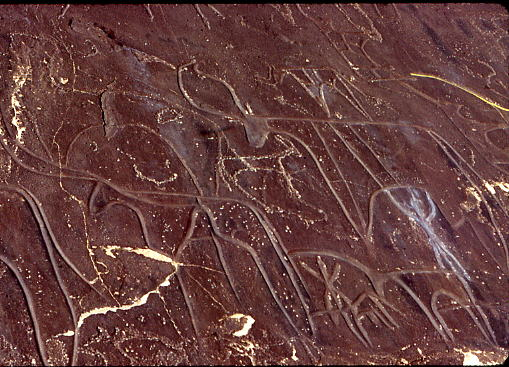
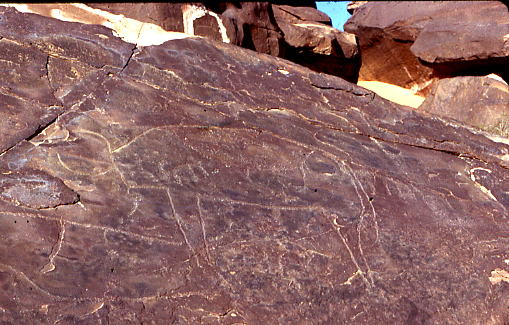
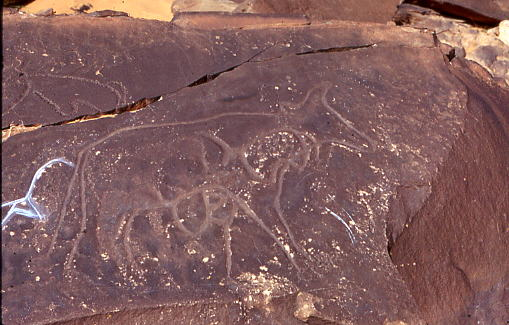
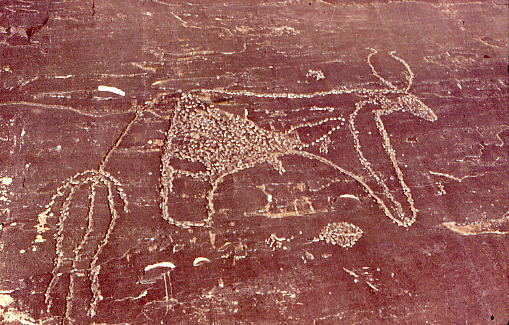
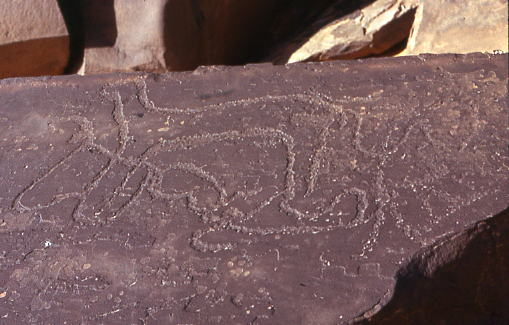

- تاغيث
- القنادسة
- بني عباس
- تبلبالة

### الفنادق
- فندق المدنية
- فندق المغرب العربي
- فندق عنتر
- فندق الساورة (4 نجوم) تاغيت
- فندق قروز واكدة
- فندق بلادي 4 نجوم

### الموارد المائية
سد جرف التربة: سعة استيعابه 360,00 مليون متر مكعب. إلى جانب الأبار المنتشرة في جميع مناطق الولاية على غرار (لحمر-موغل-بوكايس) وتبلبالة.

## نواب ولاية بشار في المجلس الشعبي الوطني
يبلغ عدد النواب في المجلس الشعبي الوطني عن ولاية بشار 5 نواب خلال الدورة التشريعية 2017م-2022م التي انطلقت بعد 4 ماي 2017م.
التوزع الجنسي لنواب البرلمان عن ولاية بشار (2017م-2022م)
يتوزع نواب البرلمان عن ولاية بشار في الدورة التشريعية 2017م-2022م وفق الجنس حسب النسب التالية:
1. النواب النساء: 0 (00.00 %).
2. النواب الرجال: 5 (100.00 %).

### التوزيع الحزبي
الانتماء الحزبي لنواب البرلمان عن ولاية بشار (2017م-2022م)
يتوزع نواب البرلمان عن ولاية بشار في الدورة التشريعية 2017م-2022م حسب عدة قوائم حزبية:
1. حركة مجتمع السلم: 1 نائب (20.00 %).
2. التجمع الوطني الديمقراطي: 1 نائب (20.00 %).
3. جبهة التحرير الوطني: 1 نائب (20.00 %)
4. تجمع أمل الجزائر: 1 نائب (20.00 %).
5. حركة الانفتاح: 1 نائب (20.00 %).

## وصلات خارجية
- الموقع الرسمي لولاية بشار
- خبار بلادي.. الجزائر.. بشار
- تاغيت الساحرة!
- الوكالة الوطنية لتسيير القرض المصغر - بشار